# Christian Tschirner
Pour les articles homonymes, voir Tschirner.
Christian Tschirner (né en 1969 à Wittemberg) est un metteur en scène allemand, également connu sous le pseudonyme de Soeren Voima.

## Biographie
Christian Tschirner naît en 1969 à Wittenberg, et grandit à Karl-Marx-Stadt, aujourd'hui Chemnitz. Après une formation de vétérinaire au zoo de Leipzig, il poursuit de 1991 à 1995 des études de théâtre à l'Académie des arts dramatiques Ernst Busch de Berlin.
Il travaille en tant que comédien principalement au Schauspiel Frankfurt (de) et au Theater am Turm de Francfort. Il met en scène depuis 1999 entre autres au Theater am Turm, au Neues Theater de Halle, au Staatstheater Stuttgart, au Schauspielhaus Bochum, au Nationaltheater Mannheim, au Staatstheater Braunschweig et au Niedersächsisches Staatstheater Hannover (de). Depuis 2009, il travaille comme dramaturge au Schauspielhaus Hannover (de), où il a entre autres monté la série de représentations Weltausstellung Prinzenstraße. Avec les metteurs en scène Tom Kühnel (de) et Robert Schuster, il fonde le collectif d'auteurs Soeren Voima. Sous ce pseudonyme, il écrit également depuis environ 2001 des pièces originales et des adaptations.

## Œuvres notables
- Herr Ritter von der traurigen Gestalt
- Eos
- 80 Tage, 80 Nächte
- Das Gestell
- Ursprung der Welt
- Der abenteuerliche Simplizissimus
- Sternstunden der Menschheit